# Moulin du Ry de Vaux
De Moulin du Ry de Vaux (ook: Moulin dit l'Avoué) is een watermolen op de Ry de Vaux in de tot de Belgische gemeente Trooz behorende plaats Nessonvaux, gelegen aan de Rue Vaux 371, in het gehucht Vaux-sous-Olne.
Deze bovenslagmolen diende voornamelijk als korenmolen. In de directe nabijheid lagen wapenfabrieken en iets meer stroomopwaarts bevond zich de Moulin Lochet.
De naam Ry de Vaux (of: Ri de Vaux) is Waals voor: Ruisseau de Vaux. De naam Avoué heeft betrekking op de voogd van Fléron die in de 15e eeuw de eigenaar van de molen was.
Reeds in 1425 was er sprake van een molen op deze plaats. De huidige molen werd gebouwd in 1744 door Leonard Lochet. Boven de toegangsdeur is een nisje met een Mariabeeld. Ook is de bouwjaar en de stichter in steen gebeiteld.
Tegenwoordig is het molenhuis ingericht als cultureel centrum en feestzaal. Het bovenslagrad en de gietijzeren overbrenging zijn nog aanwezig en worden goed onderhouden.